# 한량사
한량사(閑良社)는 대한민국의 힙합 레이블이다. 2003년 처음 활동을 시작한 후 대팔, Bust This, 술제이 등의 뮤지션의 활동 기반이 되어왔으며, Rimshot의 데뷔를 준비하던 중 자금난 등 여러 문제에 부딪혀 2008년부터 운영이 중단되었으나,2016년 즈음부터 운영을 재개하였다. CEO는 Macho와 DJ Skip이었다. 이름은 "한량 같이 살길 원하는 사람들이 모인 곳"이라는 뜻에서 지어졌다.

## 역사
한량사의 첫 시작은 90년대부터 그래피티 분야에서 활동해왔던 Macho와 역시 90년대부터 활동해온 DJ로써 활동해온 DJ Skip이 운영한 멀티 샵인 AT431로부터이다. 이 멀티샵에는 가리온 등의 뮤지션들이 자주 드나들었는데, 그러면서 자연스럽게 앨범에 대한 얘기가 나왔고, 그 결과 절충 프로젝트 Vol.1을 2002년 11월 제작하게 되었다. 이 앨범은 매니아들 사이에서 상당히 좋은 반응을 이끌어냈으며, 그 결과 AT431은 2003년 초 한량사란 이름의 힙합 레이블로 탈바꿈하게 되었다. 그들의 첫 활동은 vol.1을 잇는 절충 프로젝트 vol.2 앨범이었으며, 이 역시 좋은 반응을 얻었고 절판된 이후에도 수요가 한동안 매우 높았던 앨범이었다.
초기에는 절충 프로젝트 시리즈의 참여진을 중심으로 The Z, 대팔, Bust This 등의 멤버로 갖춰진 비교적 소규모 레이블이었다. 하지만 절충 시리즈로 대표되는 특유의 어두우면서 심오한 스타일로 어느 정도 지지 기반을 갖추었으며, 더불어 DJ Son, Trespass 등 외부 아티스트 앨범을 대행 판매하기도 하였다. 그리고 2005년 12월에는 당시 Bust This와 프로젝트 팀으로 활동 중이었던 Paloalto와 MGD 프리스타일 대회 우승으로 주가가 한창 오르고 있던 술제이를 영입하여 화제가 되었다. 또한 2005년 The Z의 앨범 발매와 함께 아프로킹, 가라사대 등과 힘을 합쳐 시리즈 공연 UMF를 처음 시작하였다.
2006년 초에는 신인 멤버를 대거 뽑고, 한량사 Training Course를 통해 이들의 공연/앨범을 위한 준비 과정을 서포트하고 '훈련'을 겸하였다. 또 그 해 2월에는 홍콩에 있는 유통사와 계약을 맺고 한량사에서 유통하던 앨범 네 개를 홍콩 시장에 유통하기도 하였다. 이때의 한량사는 소속 뮤지션들의 앨범 준비에도 박차를 가하는 한편, 여러 DJ 믹스테입들을 발표하기도 하였다.
2007년으로 넘어가서는 Rimshot과 술제이의 앨범 제작을 중심으로 작업을 거듭하였다. 하지만 앨범들은 여러 사정으로 인해 연기되면서 본의 아니게 한량사는 오랫동안 '잠수'를 타게 되었다 (물론, 당시 힙합플레이야 라디오 방송 중 Elcue와 대팔의 Funky D-El과 DJ Skip이 맡아 진행하는 시원한 라디오 가 있었다). 여기에 자금난 등의 문제가 겹치면서 한량사는 점차 침체되었고, 결국 2007년 말 해체되었다. 해체 사실은 공식화되지 않고 있다가, DJ Skip의 새로운 레이블 킹더형 레코드가 설립되기 직전 힙합플레이야와의 인터뷰를 통해 공식화되었다. 그러다가 2016년 운영을 재개하였는데, 레이블 운영 재개와 동시에 가리온과 음반 작업을 진행해 오고 있다고 전하였고, 킵루츠, 빌리진, 다이얼로그 외 신예들의 활동을 지원할 수 있는 프로젝트를 준비 중으로, 앞으로도 꾸준히 질 높은 아티스트를 발굴, 대중음악 산업 발전에 기여하겠다는 계획이라는 소식을 전해왔다.

## 멤버

### 현재 소속 멤버
- 가리온
- 킵루츠
- 빌리진
- 다이얼로
- 반블랭크

### 과거 소속 멤버
- DJ Skip
- Macho
- Rimshot (The Z, 대팔)
- Bust This - DJ Juice, DJ 짱가
- Sool J (現 FREESTYLE TOWN 소속)
- 타코반장
- 장누이 A.K.A 몬순 누이
- Celma (現 FACTORY BOi PRODUCTION 소속)
- DJ Deephop
- DJ Noah
- DJ Da-Q
- Paloalto (Bust This와 Apple Jam이란 팀을 조직했다가 나감, 現 하이라이트 레코즈 CEO)
- Rimi (잠시 소속, 활동은 거의 없었음)
- 킬라그램(KillahGramz) (잠시 소속, 활동은 거의 없었음)

### 자체 판매
- 2003년 10월 4일 여러 아티스트 - 折衝(절충) Vol. 2
- 2005년 9월 15일 The Z - Funk Without Score
- 2005년 12월 9일 대팔 - 나를 비워 싱글
- 2006년 7월 20일 The Z - 休日 믹스테입
- 2006년 7월 20일 DJ Noah - Listen to the Music of My Soul 믹스테입
- 2006년 7월 20일 DJ Da-Q - Mix DaQmentary 믹스테입
- 2006년 9월 6일 Monsoon Nui - Threshold of Hearing

### 대행 판매
- 2004년 12월 28일 DJ Son - Abstruse Theory
- 2005년 12월 15일 Trespass - PL-TWO 싱글
- 2006년 7월 24일 Untouchable - Ready to $hot
- 2006년 9월 12일 염따 - Where is My Radio 싱글

## 부속 사업
한량사 홈페이지에서는 의류와 완구 (일명 "한량 완구")도 같이 판매를 하고 있었다. 의류의 경우에는 킹더형 레코드에 와서도 DJ Skip이 계속 의류 제작을 하고 있으며, 2009년 6월 힙플라디오 티셔츠를 제작하기도 하였다.